# 타카시마 코토하
타카시마 코토하(일본어: 高嶋 琴羽, 2007년 8월 26일 ~ )는 일본의 배우이다.

## 출연작

### 드라마
- 늦게 피는 해바라기